# Somatidia antarctica
Somatidia antarctica là một loài bọ cánh cứng trong họ Cerambycidae.